# Кабадианское бекство
Кабадианское бе́кство или Кабадианский вилайет (узб. Qubodiyon bekligi / Qubodiyon viloyati; тадж. Бекигарии Қубодиён)
— административная единица в составе Бухарского эмирата, на территории современного Таджикистана. Административным центром являлся Кабадиан.

## История
После присоединения Восточной Бухары к Бухарскому эмирату Кабадиан был образован в бекство и здесь очень скоро были введены «бухарские порядки». Назначенные эмиром наместники сосредоточили в своих руках всю полноту административной власти.

## Культура
В Кабадианском бекстве имелась значительная площадь орошаемых полей, главным образом, вдоль течения реки Яхсу и имелись большие возможности для развития скотоводческого хозяйства